# سهل الروج
سهل الروج هو منخفض طبيعي تبلغ مساحته 804 كيلومتر مربع، وتحيط به جبال حارم في محافظة إدلب، سوريا. يقع بين سهل الغاب وسهل العمق. كان السهل مغطى ببحيرة قديمة حتى تم تجفيفها قبل عام 1955 بواسطة قناة إلى نهر العاصي من أجل استخدام المنطقة للأغراض الزراعية.

## تاريخ
كان في السهل مستوطنات صغيرة إلى متوسطة الحجم ركزت على الزراعة بسبب وفرة المياه في المنطقة، وربما كانت يُسيطر عليها من الخارج، مثل إيبلا. بالإضافة إلى ذلك، كان فيها الكثير من التلال، مثل تل عين الكرخ، وثلاثة وثلاثون موقعًا يعود تاريخها إلى العصر الحجري الحديث إلى العصور القديمة المتأخرة. سار الإمبراطور الآشوري شلمنصر الثالث في المنطقة قبل معركة قرقور عام 853 قبل الميلاد.
في وقت لاحق، شن الصليبيون غارات بحثاً عن الطعام في المنطقة بقيادة بيتر من رويكس، وريموند بيليت داليز، خلال أحداث الحملة الصليبية الأولى، وفقًا لجيستا فرانكوروم. بعد معركة حران، انسحب الصليبيون من معظم الوادي، لكنهم استعادوا فيما بعد أراضيهم، ربما بعد هزيمة رضوان بن تتش في معركة أرتاح.

## الحفريات
تم حفر المواقع الموجودة في السهل في البداية على يد جاك كلود كورتوا في السبعينيات. بعد ذلك، تم التنقيب من قبل تاكويا إيواساكي ممثلاً لجامعة تسوكوبا في التسعينيات.